# العامل التاسع
العامل التاسع (بالإنجليزية: FACTOR IX)‏ رقمه الكيميائي (EC 3.4.21.22) .ويعرف أيضا باسم عامل كريسماس (CHRISTMAS FACTOR).هو أحد بروتينات سيرين البروتياز التي تدخل في عملية نظام التخثر، وينتمي إلى عائلة الببتيداز .إن النقص في هذا البروتين يسبب مرض الناعور (الهيموفيليا) . وقد اكتشف في عام 1952 بعد العثور على صبي صغير يدعى ستيفن كريستماس غير موجود عنده هذا العامل المحدد، مما أدى إلى إصابته بالناعور.
يؤدي نقص هذا العامل الوراثي إلى النزف فهو بذلك يشبه العامل الثامن. وهو ضروري في تكوين البروثرومبين المنشط من مكونات الدم . و يوجد العامل التاسع في بلازما الدم وينشط خلال عملية التخثر بحيث أن نشاطه في مصل الدم أعلى من البلازما.

## وصلات اضافية
- GeneReviews/NCBI/NIH/UW entry on Hemophilia B
- The ميروبس  [لغات أخرى]‏ online database for peptidases and their inhibitors: S01.214
- An X(-mas) Factor that gets our vote- QUite Interesting PDB Structure article at PDBe